# Василев, Васил
Васил Василев (болг. Васил Василев; 13 октября 1984, Пловдив) — болгарский футболист, центральный или правый защитник.

## Карьера
Василев прошёл через детскую академию и молодёжную команду клуба «Ботев», прежде чем постепенно утвердился в первой команде «канареек». В августе 2003 года дебютировал в составе основной команды в матче против клуба «Беласица» из города Петрич. В июле 2009 года болгарин получил капитанскую повязку. В 2010 году из-за финансовых проблем в команде Василев ушёл из «Ботева», подписав контракт с клубом «Хебыр» из Любительской футбольной группы (третий по силе дивизион страны). Но летом 2010 года Васил вернулся обратно в родной клуб.